# Parafilaroides hispidus
Parafilaroides hispidus is een rondwormensoort uit de familie van de Filaroididae. De wetenschappelijke naam van de soort is voor het eerst geldig gepubliceerd in 1986 door Kennedy.